# Yeongjo
Yeongjo de Joseon (31 de octubre de 1694 - 22 de abril de 1776, reinó del 16 de octubre de 1724 al 22 de abril de 1776) fue el 21.° rey de la dinastía coreana de Joseon. Él era el segundo hijo del rey Sukjong. Su madre era la dama Suk-bin Choe del clan Choi. Antes de ascender al poder, su nombre era el Príncipe Yeoning. En 1720, unos meses después del acenso de su hermano mayor, el Rey Gyeongjong como el 20° Rey, Yeoning se convirtió en el Hermano Sucesor del Príncipe Real (wangseje, 왕세제). Esto generó una gran controversia entre las facciones políticas del reino. Sin embargo, cuatro años después, a la muerte de Gyeongjong, Yeongjo ascendió al trono.
El reinado de Yeongjo duró 52 años y estuvo marcado por esfuerzos para reformar el sistema impositivo de Joseon, gobernar conforme a la ética confucionista, minimizar y reconciliar las luchas entre facciones bajo su política de Magnífica armonía (Tangpyeong, 蕩平, 탕평). Su reinado también estuvo marcado por la controvertida ejecución de su hijo, el príncipe Sado, en 1762. A pesar de las controversias, el reinado de Yeongjo se ha ganado una reputación positiva en la historia de Corea debido a sus esfuerzos sinceros por dominar por la virtud confuciana.

## Biografía

### Sucesión al trono
En 1720, su padre, el rey Sukjong murió, y el príncipe heredero Yi Yun, el hijo mayor de Sukjong, ascendió al trono como el rey Gyeongjong, a los 33 años. Cuando Sukjong murió en 1720, supuestamente le dijo a Yi Yi-myoung que nombrara a Yeoning-gun como heredero de Gyeongjong, pero en ausencia de un historiógrafo o escriba, no había registro.
Durante su tiempo hubo luchas internas y resentimiento por sus orígenes. La facción Noron (노론, 老 論) presionó al rey Gyeongjong para que renunciara a favor de su medio hermano el Príncipe Yeoning (el futuro Rey Yeongjo). En 1720, dos meses después de la entronización del Rey, el Príncipe Yeoning fue instalado como el Hermano Sucesor del Príncipe Real (wangseje, 왕세제, 王世弟). Esto agravó la lucha por el poder y condujo a una gran masacre, las purgas de los intelectuales Shinim (신임 辛, 辛 辛 辛 禍). Los Norones enviaron mensajes al rey sin ningún efecto, mientras que la facción opuesta, los Soron (소론, 少 論) utilizaron esto para su ventaja, alegando que los Noron estaban tratando de usurpar el poder y, posteriormente, lograr que su facción rival fuera eliminada de varias oficinas.
El 11 de octubre de 1724, el rey Gyeongjong murió. Soron luego acusó al príncipe Yeoning de tener algo que ver con la muerte de su hermano debido al intento anterior de la facción Noron de reemplazar a Gyeongjong en el trono. Los historiadores consideran que, dados los síntomas de la enfermedad que causó su muerte, es posible que fuera debido a comer mariscos contaminados. Homer Hulbert describió esto en su libro La historia de Corea, donde dijo: "Pero bien podemos dudar de la verdad del rumor, porque nada de lo que se dice de ese hermano indica que cometería tal acto, y en segundo lugar, una el hombre que come camarones a mediados del verano, que han sido llevados a 30 millas del mar sin hielo podría morir". El 16 de octubre de 1724, el Príncipe Yeoning ascendió al trono como el Rey Yeongjo, el 21.° gobernante de Joseon.

### Reinado
El rey Yeongjo era un monarca profundamente confuciano, y se dice que tenía un mayor conocimiento de los clásicos que sus propios oficiales.  Durante el reinado de Yeongjo y su nieto Jeongjo, la confucianización estaba en su apogeo, así como la recuperación económica de las guerras de finales del siglo XVI y principios del XVII. Su gobierno ha sido llamado uno de los reinados más brillantes de toda la dinastía Joseon.
Los anales de la dinastía Joseon registran que un día, en el cuarto año de su reinado, el rey Yeongjo despertó con el sonido de la lluvia de la madrugada y dijo a sus cortesanos:
¡Oh querido! Hemos tenido inundaciones, sequías y hambrunas en los últimos cuatro años debido a mi falta de virtud, y este año incluso sufrimos una revuelta sin precedentes por parte de un traidor llamado Yi In-jwa. ¿Cómo pueden mis pobres administrar su sustento bajo tales dificultades? Hay un viejo dicho que dice: "La guerra siempre va seguida de un año de escasez". Afortunadamente, sin embargo, no hemos tenido una gran hambruna en los últimos dos años y depositamos nuestras esperanzas en una buena cosecha este año. Sin embargo, todavía estoy nervioso porque, aunque la temporada de recolección está a la vuelta de la esquina, no hay forma de saber si habrá una inundación o sequía antes de esa fecha. Nadie sabe si caerá una lluvia fría e inundará los campos en espera de la cosecha. Mi falta de bondad puede traernos cosas tan horribles como no puedo ganar la simpatía del cielo. ¿Cómo puedo ganar la simpatía de los cielos si no me autoreflexiono y hago el esfuerzo yo mismo? Debería comenzar reflexionando sobre mí mismo.
Yeongjo estaba preocupado de que la lluvia arruinaría la cosecha, lo que obligaría a su pueblo a morir de hambre. El Rey ordenó a sus cortesanos que redujeran los impuestos sobre la gente y redujeran el número de platos en sus propias comidas. Reducir la variedad de alimentos que comía era una decisión tomada por la preocupación de su gente hambrienta.

### Políticas
Yeongjo, al darse cuenta del efecto perjudicial sobre la administración estatal de las luchas entre facciones durante la segunda mitad del siglo XVII, intentó poner fin a la lucha de facciones tan pronto como ascendió al trono. Yeongjo restableció el impuesto de servicio militar universal de corta duración, luego incluso fue más allá de la puerta del palacio y solicitó la opinión de funcionarios, literatos (eruditos), soldados y campesinos. Yeongjo redujo el impuesto al servicio militar a la mitad y ordenó que la varianza se complementara con impuestos sobre la pesca, la sal, los buques y un impuesto territorial adicional. Yeongjo también regularizó el sistema financiero de ingresos y gastos del estado mediante la adopción de un sistema de contabilidad. Sus políticas realistas permitieron el pago de impuestos sobre el grano de las remotas áreas montañosas de la provincia de Gyeongsang do, al puerto cercano, con pago en algodón o en efectivo por grano. La circulación de la moneda se fomentó aumentando el lanzamiento de monedas.
La preocupación de Yeongjo por mejorar la vida del campesino se manifestó en su afán de educar a la gente distribuyendo libros importantes en el alfabeto coreano (Hangul), incluido el Libro de Agricultura.